# St. Louis County (Missouri)
St. Louis County is een county in de Amerikaanse staat Missouri.
De county heeft een landoppervlakte van 1.315 km² en telt 1.016.315 inwoners (volkstelling 2000). De hoofdplaats is Clayton.
St. Louis County ondersteunt het Metropolitan Zoological Park and Museum District.